# The Talented Mr. Ripley
The Talented Mr. Ripley is een Amerikaanse psychologische thriller/dramafilm uit 1999 onder regie van Anthony Minghella. Het verhaal is een verfilming van het gelijknamige boek uit 1955 van Patricia Highsmith. Hoofdpersonage Tom Ripley speelt behalve in deze titel in vier andere boeken van Highsmith de hoofdrol. De opnames voor de film vonden plaats in New York, te Rome, op het Schiereiland van Sorrento, op de eilanden Procida en Ischia, in het casino van Anzio (voor de scène in San Remo), te Venetië, Napels, Monte Argentario, in het Teatro San Carlo te Napels, in Livorno en in de kerk Chiesa della Martorana (Palermo).
The Talented Mr. Ripley werd genomineerd voor vijf Academy Awards.

## Verhaal
Terwijl hij als pianist op een chic feest werkt, wordt Tom Ripley benaderd door scheepsmagnaat Herbert Greenleaf, die gelooft dat Ripley samen met zijn zoon Dickie op Princeton zat, omdat Ripley een geleend Princeton-jasje draagt. Greenleaf geeft hem een rondleiding op zijn scheepswerf en werft Ripley aan om naar Italië te reizen om Dickie over te halen naar huis terug te keren. Greenleaf geeft Ripley een bonus van 1.000 dollar en staat in voor alle onkosten. Na een eersteklas reis met een oceaanstomer doet Ripley zich voor als Dickie in de Italiaanse scheepsterminal en sluit hij vriendschap met de Amerikaanse socialite, Meredith Logue.
In het fictieve kustplaatsje Mongibello, niet ver van Napels, raakt Ripley bevriend met Dickie en zijn vriendin, Marge Sherwood, en beweert de voormalige klasgenoot van Dickie te zijn. Ripley geniet van Dickie's extravagante levensstijl en raakt geobsedeerd door hem. Uiteindelijk wordt Dickie hem beu en begint hij tijd door te brengen met zijn vriend Freddie Miles, die Ripley met minachting behandelt. De avond dat ze terugkeren uit Rome, betrapt Dickie Ripley, die gekleed is in zijn kleren en voor een spiegel danst. Wanneer Dickie Silvana, een lokale vrouw, zwanger maakt, wijst hij haar af, waarop ze zichzelf verdrinkt. Alleen Ripley weet wat er is gebeurd, en hij belooft het geheim te houden. Nadat Dickie's vader Ripley's reisgeld heeft afgesneden, annuleert Dickie een reis naar Venetië en vertelt Ripley dat ze uit elkaar moeten gaan, maar biedt aan om hem mee te nemen op een laatste reis naar San Remo. Ze maken ruzie op een kleine boot en Dickie zegt dat hij genoeg heeft van Ripley en met Marge gaat trouwen. Ripley insinueert dat Dickie hem afwijst omdat hij bang is voor de gevoelens die ze voor elkaar hebben ontwikkeld. Ze geraken in gevecht, en Ripley vermoordt Dickie met een roeispaan. Hij pakt de bezittingen van Dickie en brengt de boot tot zinken.
Zich realiserend dat mensen hem voor Dickie aanzien, besluit Ripley zijn identiteit aan te nemen. Hij vervalst een brief gericht aan Marge en overtuigt haar ervan dat Dickie haar heeft verlaten om in Rome te gaan wonen. Hij wekt de illusie dat Dickie nog leeft door in het ene hotel in te checken als Dickie en in een ander als zichzelf, waardoor er een uitwisseling van communicatie tussen de twee ontstaat. Door middel van vervalsing kan hij putten uit Dickie's uitkering, waardoor hij rijkelijk kan leven. Hij komt Meredith tegen, die hem nog steeds kent als Dickie, in de Gucci-winkel in Rome. Zijn list wordt bedreigd wanneer Marge in Rome aankomt samen met Peter Smith-Kingsley en Tom haar tegenkomt in de opera die hij bijwoont met Meredith en haar familie. Hij jaagt Meredith onder een voorwendsel naar buiten en verbreekt het vervolgens met haar om te voorkomen dat zijn dubbelrol wordt ontdekt. Freddie verschijnt bij Ripley's appartement op zoek naar Dickie. Wanneer de hospita Ripley aanspreekt als Dickie, beseft Freddie de fraude. Ripley knuppelt hem dood en verwijdert het lichaam. Ripley wordt gedwongen om verhalen te verzinnen om de politie en Marge, die op zoek zijn naar Dickie, te ontwijken. Realiserend dat de politie Dickie ervan verdenkt Freddie te hebben vermoord, vervalst Ripley een afscheidsbrief, waarin "Dickie" de verantwoordelijkheid opeist voor Freddie's dood. Ripley reist vervolgens naar Venetië, waar hij Marge's vriend Peter opnieuw tegenkomt, en ze worden heel close met elkaar. Peter treedt op als vertaler voor een ontmoeting met de politie en Ripley raakt in paniek als hij hoort dat de Romeinse politie eraan komt omdat inspecteur Roverini hem kende als Dickie. Hij is opgelucht wanneer blijkt dat het een andere officier is.
Dickie's vader reist af naar Italië om de politie te ontmoeten en neemt een privédetective mee, Alvin MacCarron. Ripley bereidt zich voor om Marge te vermoorden wanneer ze de ringen van Dickie in zijn bezit ontdekt en begint af te leiden wat er aan de hand is, maar Peter onderbreekt hen. Greenleaf verwerpt Marge's vermoedens, en MacCarron onthult aan Ripley dat de politie ervan overtuigd is dat Dickie, die een geschiedenis van geweld had, Freddie heeft vermoord voordat hij zelfmoord pleegde. MacCarron geeft verder aan dat Greenleaf uit waardering voor Ripley's loyaliteit aan Dickie - en om Ripley's stilte te verzekeren - van plan is om een deel van Dickies trustfonds aan hem te schenken.
Vrij en vrij van zijn misdaden, gaat Ripley met Peter aan boord van een schip richting Athene. Er wordt gesuggereerd dat ze nu minnaars zijn. Ripley is verrast om Meredith tegen te komen, die hem kent als Dickie en Peter ook sociaal kent. Hij kust haar en belooft later met haar te praten. In zijn hut vertelt Peter aan Ripley dat hij hem Meredith zag kussen en Ripley verzint enkele zwakke excuses. Ripley realiseert zich dat hij Peter moet vermoorden, aangezien Meredith op reis is met haar gezin en gemist zou worden. Ripley geeft toe dat hij heeft gelogen over wie hij is, en betreurt dat hij altijd alleen zal zijn vanwege wat hij heeft gedaan. Snikkend wurgt hij Peter en keert alleen terug naar zijn hut.

## Rolverdeling
| Acteur                 | Personage                          |
| ---------------------- | ---------------------------------- |
| Matt Damon             | Tom Ripley                         |
| Gwyneth Paltrow        | Marge Sherwood                     |
| Jude Law               | Richard Herbert "Dickie" Greenleaf |
| Cate Blanchett         | Meredith Logue                     |
| Philip Seymour Hoffman | Freddie Miles                      |
| Jack Davenport         | Peter Smith-Kingsley               |
| James Rebhorn          | Herbert Greenleaf                  |
| Sergio Rubini          | inspecteur Roverini                |
| Philip Baker Hall      | Alvin MacCarron                    |
| Celia Weston           | tante Joan                         |
| Rosario Fiorello       | Fausto                             |
| Stefania Rocca         | Silvana                            |
| Ivano Marescotti       | kolonel Verrecchia                 |
| Silvana Bosi           | Ermelinda                          |

## Prijzen
- BAFTA Award - Jude Law
- Blockbuster Entertainment Award - Jude Law
- Critics Choice Award (Broadcast Film Critics Association Awards) - beste score (Gabriel Yared)
- Chlotrudis Award - Philip Seymour Hoffman
- National Board of Review Award - Anthony Minghella
- National Board of Review Award - Philip Seymour Hoffman
- Santa Fe Film Critics Circle Awards - Anthony Minghella
- Santa Fe Film Critics Circle Awards - Jude Law

Hiernaast werd de film en haar makers genomineerd voor 57 filmprijzen die niet gewonnen werden, waaronder vijf Oscars, nog vijf BAFTA's, de Gouden Beer, vijf Golden Globes en zes Golden Satellite Awards.

## Meer Ripley
Highsmiths boek werd eerder verfilmd in 1960 als Plein Soleil (met Alain Delon als Ripley), dat zich meer dan The Talented Mr. Ripley richt op de periode dat Ripley zijn psychisch gestoorde zijde al omarmd heeft. De Ripley uit Highsmiths boeken is ook te zien in de films:
- Der amerikanische Freund (1977, gespeeld door Dennis Hopper)
- Ripley's Game (2002, gespeeld door John Malkovich)
- Ripley Under Ground (2005, gespeeld door Barry Pepper)